# Französisch-Siamesischer Krieg

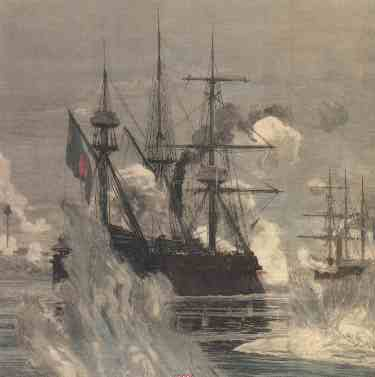
Künstlerische Darstellung des Pak-Nam-Zwischenfalls von Joseph Nash: Die französischen Kanonenboote Inconstant und Comète werden von der siamesischen Küstenfestung beschossen

Der Französisch-Siamesische Krieg (französisch Guerre franco-siamoise; thailändisch สงครามฝรั่งเศส-สยาม, RTGS Songkhram Farangset-Sayam), auch französisch-siamesischer Konflikt oder kurz Siamkrise genannt, war ein kurzer Kolonialkrieg zwischen der Französischen Republik und dem Königreich Siam (dem heutigen Thailand) im Jahr 1893. Im Ergebnis musste Siam den größten Teil des heutigen Laos an das französische Kolonialreich abtreten.
Das aus siamesischer Sicht einschneidendste Ereignis des Krieges war der Pak-Nam-Zwischenfall (oder Zwischenfall von Paknam) am 13. Juli 1893. In der thailändischen Geschichtsschreibung wird der Konflikt als „Krise des Jahres 112“ (der Rattanakosin-Periode; วิกฤตการณ์ ร.ศ. 112, Wikrittakan Ro. So. 112) bezeichnet und stellt eine historische Zäsur dar. Nach dieser begann eine beschleunigte Modernisierung von Militär und Verwaltung und Orientierung am Westen, um einen völligen Verlust der Unabhängigkeit abzuwenden.

## Hintergrund

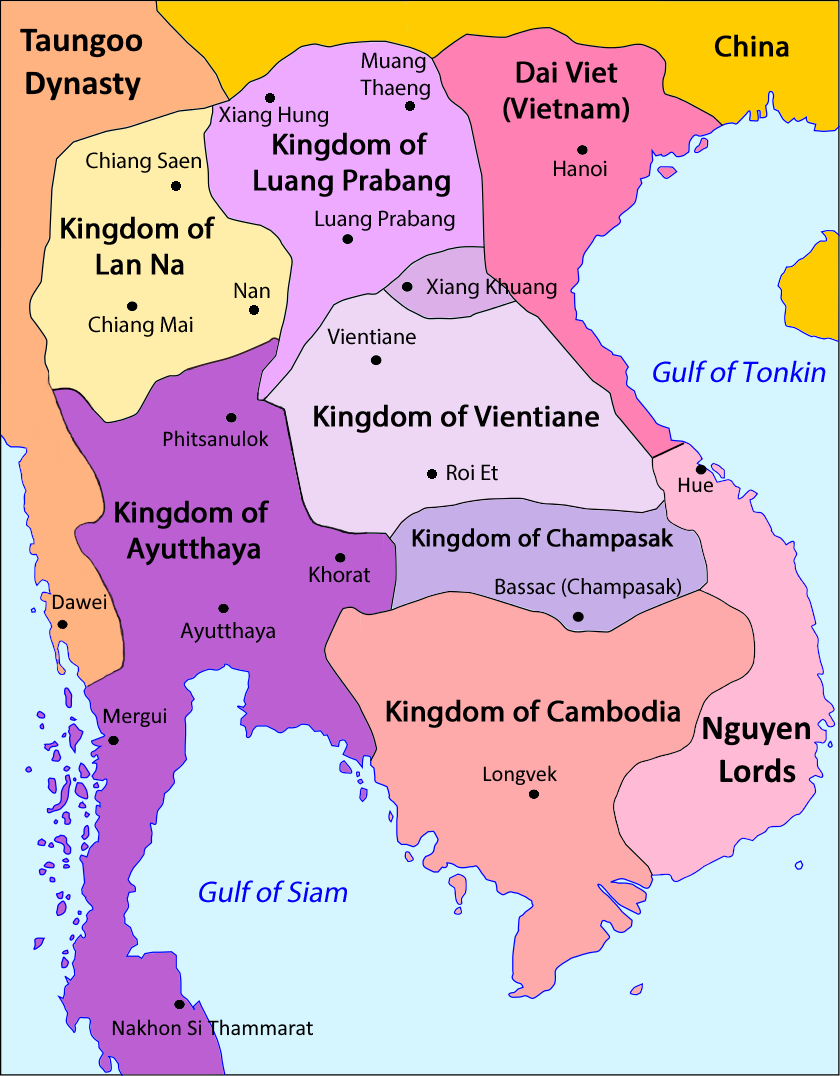
Laotische Staaten vor Beginn der Kolonialisierung Indochinas (Stand 1750)

Die kriegerische Auseinandersetzung von 1893 war Teil eines größeren Konflikts zwischen den beiden Kolonialmächten Frankreich und Großbritannien sowie dem unabhängigen Königreich Siam um die Kolonialisierung des südostasiatischen Festlands (historisch Hinterindien oder Indochina genannt). Im Verlauf der zweiten Hälfte des 19. Jahrhunderts hatten die beiden europäischen Großmächte – Großbritannien von Britisch-Indien und den Straits Settlements im Süden der Malaiischen Halbinsel (z. B. Singapur), Frankreich von Cochinchina (dem Süden von Vietnam) aus – immer weitere Teile von Festlands-Südostasien unter ihre Kontrolle gebracht.
Bis zur Kolonisation durch europäische Mächte herrschte in Südostasien das Mandala-Modell: Es gab keine souveränen Flächenstaaten mit fixen Grenzen, sondern die Reiche bildeten schalenförmige, nach außen hin schwächer werdende Einflusssphären, die einander auch überlappen konnten. Nach dem Niedergang und Zerfall des laotischen Mandalas Lan Xang um 1707 gehörten die beiden laotischen Königreiche Luang Prabang und Vientiane sowohl zur Einflusszone Siams als auch der Vietnams (das dritte, Königreich Champasak, war ausschließlich Vasall Siams). Gleiches galt für Kambodscha. Sie blieben in inneren Angelegenheiten weitgehend autonom, mussten aber an den (bzw. die) jeweiligen Oberherrscher Tribut leisten. Es kam zu gelegentlichen Strafexpeditionen, wenn einer der untergeordneten Herrscher nach Unabhängigkeit strebte oder sich zu sehr an den jeweils anderen Suzerän anlehnte. Dabei wurde jeweils ein Teil der Bevölkerung als Zwangsarbeiter verschleppt und/oder Mitglieder des Adels als Geiseln genommen, um für die fortgesetzte Anerkennung der Oberherrschaft zu garantieren.

Fortschreiten der französischen und britischen Kolonisation Indochinas (1862–1909)

Nach der Errichtung französischer Protektorate über Cochinchina, Annam und Tonkin (entspricht Süd-, Zentral- und Nordvietnam) bis 1883 erhob Frankreich – gestützt auf die traditionelle Suzeränität Vietnams über die laotischen Staaten – auch den Anspruch auf die Oberherrschaft über Laos. Dabei ignorierte die französische Seite das Mandala-Modell der einander überlappender Einflusssphären und versuchte stattdessen das europäische Konzept territorialer Souveränität mit klar festgelegten Grenzen durchzusetzen und Siam folglich von seiner konkurrierenden Oberherrschaft auszuschließen. Alte kaiserliche Urkunden am vietnamesischen Hof in Huế, die laotische Fürstentümer (Müang) als Provinzen Vietnams verzeichneten (obwohl der faktische vietnamesische Einfluss dort minimal war), dienten den französischen Kolonialherren zur Untermauerung dieser Ansprüche. Dabei war die französische Kolonialpartei eigentlich weniger am dünn besiedelten und schwer zugänglichen Laos interessiert, wollte dieses aber als „Sprungbrett“ zu den ressourcen- und bevölkerungsreichen Gebieten westlich des Mekong nutzen.
Verhandlungen zur Einrichtung einer gemeinsamen französisch-siamesischen Grenzkommission, die den Grenzverlauf zwischen beiden Mächten untersuchen sollte, scheiterten. Jedoch schlossen Frankreich und Siam 1886 ein vorläufiges Abkommen, das Frankreich die Errichtung eines Vizekonsulats in Luang Prabang erlaubte und den französischen Handel dort regelte. Dies war – im Sinne des „Wettlaufs“ zwischen Frankreich und Großbritannien – auch eine Reaktion auf den drei Jahre zuvor geschlossenen Britisch-Siamesischen Vertrag, der Großbritannien Einfluss im siamesischen Vasallenstaat Lan Na (heute Nordthailand) einräumte und die Entsendung eines britischen Konsuls nach Chiang Mai vorsah.
Der französische Kolonialbeamte und Entdecker Auguste Pavie, der seit 1869 in Südostasien im Einsatz war, wurde zum französischen Vizekonsul in Luang Prabang ernannt. Pavie reiste durch das Land, vermaß es, studierte die Kulturen der verschiedenen Volksgruppen und knüpfte Kontakte zu den örtlichen Eliten. Zwischen 1865 und 1890 wurde der Norden von Laos und Vietnam wiederholt von sogenannten Ho, Banden südchinesischer Marodeure heimgesucht. Die Truppen einer siamesischen „Befriedungsexpedition“ in Nordlaos und Sip Song Chu Thai (eine Föderation der Tai-Völker im Bergland des heutigen Nordwest-Vietnam) zog sich kurz nach Pavies Ankunft in Luang Prabang mit ihren erbeuteten Gefangenen in Richtung Bangkok zurück, in der irrigen Ansicht, die siamesische Oberherrschaft würde nun anerkannt. In Luang Prabang blieb nur eine kleine siamesische Garnison zurück. Dies nutzte Kham Hum (Đèo Văn Trị), Fürst der „Weißen Tai“ von Sip Song Chu Thai, der sich mit Ho-Rebellen verbündete und griff Luang Prabang an. Die siamesischen Truppen flohen, während ein kambodschanischer Mitarbeiter Pavies den greisen König Oun Kham aus seinem brennenden Palast rettete und Pavie mit diesem den Mekong abwärts in das sichere Pak Lay reiste. So erwarb der Franzose das Wohlwollen des örtlichen Herrschers. Dieser erwog, sich statt des siamesischen Protektorats dem französischen zu unterstellen.
Pavie erreichte 1888 die Anerkennung der Sip Song Chu Thai, deren Zugehörigkeit bis dahin zwischen Luang Prabang (und damit der siamesischen Einflusssphäre) und Tonkin (Französisch-Indochina) umstritten war, als Bestandteil Tonkins. Die Parti Colonial (Kolonialpartei) im französischen Parlament drängte aber auf eine weitere Ausdehnung der französischen Besitzungen in Indochina und eine aggressivere Politik gegenüber Siam. Sie forderte den Mekong als „unseren Fluss“, von dem sie sich einen verbesserten Handelsweg nach China erhoffte. Mittelfristig hoffte Pavie das ganze ehemalige Reich Lan Xang (das sich auf beiden Seiten des Mekong erstreckte) und sogar Siam unter französische Kontrolle zu bringen. Jean de Lanessan, ein Befürworter dieser offensiven Strategie, wurde 1891 neuer Generalgouverneur von Indochina. Das französische Konsulat in Bangkok wurde 1892 zur Gesandtschaft aufgewertet und Auguste Pavie stieg zum Gesandten auf. Sein ausdrücklicher Auftrag war es, Siam durch Verhandlungen zur Aufgabe von Laos zu bringen und dieses zu einem französischen Territorium zu machen.

## Auslöser
Im September 1892 wurden zwei oder drei französische Händler auf Befehl der siamesischen Gouverneure in Nong Khai und Khammuan ausgewiesen, ihnen wurde Opiumschmuggel vorgeworfen. Unabhängig davon beging der französische Vizekonsul in Luang Prabang, Massie, der an Fieber erkrankt und auf dem Weg nach Saigon war, aus ungeklärten Motiven Suizid. Pavie und die französische Kolonialpartei nutzten diese beiden Vorfälle – die sie als Beweise für das „unzivilisierte“ Verhalten Siams darstellten – als Vorwand, gegenüber Siam eine Vergeltung zu verlangen. In Frankreich wurde eine chauvinistische Stimmung geschürt: Zeitungen behaupteten, dass Massie sich getötet hätte, weil er von siamesischer Seite schwer beleidigt worden sei. Zudem sei eine französische Flagge durch Anhängen eines Fischschwanzes entwürdigt worden. Pavie forderte nun, im Namen Frankreichs, Siam offiziell auf, seine Militärposten auf der Ostseite des Mekong zu räumen.

## Verlauf

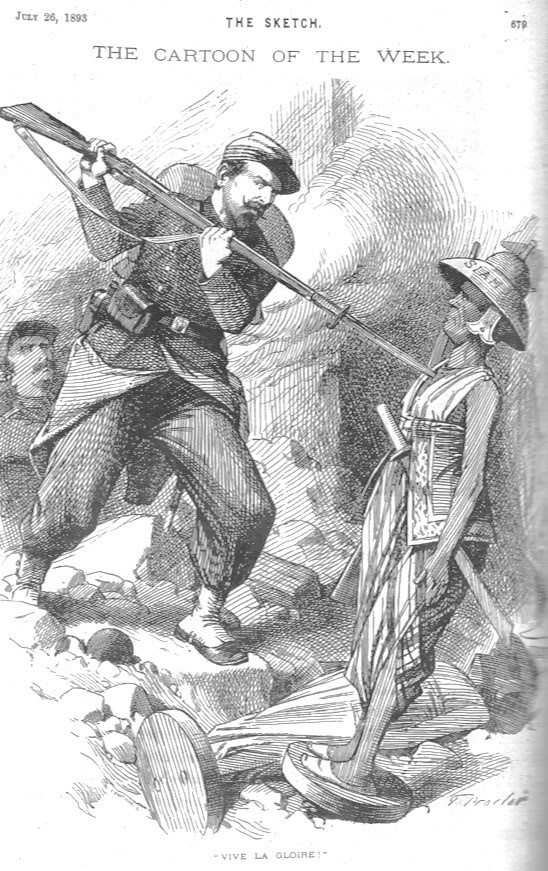
Karikatur in der britischen Zeitschrift The Sketch: Ein französischer Soldat greift einen siamesischen an, der als passive Holzfigur dargestellt ist. Das soll die Unterlegenheit und den geringen Widerstand der siamesischen Truppen widerspiegeln.

### Französische Offensive in Laos
Im März 1893 entsandte der französische Generalgouverneur von Indochina drei Bevollmächtigte, jeweils begleitet von einer Militärkolonne, ins mittlere und südliche Laos. Die mittlere der drei Kolonnen, die das Tal des Se Banghiang hinab zum Mekong zog, stieß auf keinen siamesischen Widerstand. Die Truppen der acht in ihrem Weg liegenden Garnisonen zogen sich zurück. Die nördliche und südliche französische Kolonne stießen jedoch auf Widerstand. Die südliche nahm zunächst Steng Trung und Khong ein, ohne dass ein Schuss fiel, wurde dann aber auf der Insel Khong eingekesselt, wobei ein französischer Offizier starb und einer gefangen genommen wurde. Die nördliche vertrieb zunächst ohne Waffengewalt den siamesischen Bevollmächtigten aus Khammuan, fiel dann einem siamesischen Überraschungsangriff zum Opfer. Dabei starben der französische Kommandeur Grosgurin und seine vietnamesischen Soldaten (bis auf drei).
Dies nahm die französische Kolonialpartei zum Anlass, die anti-siamesische Stimmung weiter anzuheizen und Rache zu fordern. Zugleich kam es in Bangkok zu Ausschreitungen gegen westliche Ausländer. Drei britische Marineschiffe wurden an der Mündung des Mae Nam Chao Phraya (Chao-Phraya-Fluss – der Hauptstrom Zentralthailands, der u. a. durch Bangkok fließt – zeitgenössisch Menam genannt) in den Golf von Siam stationiert, um notwendigenfalls britische Staatsbürger evakuieren zu können.

### Pak-Nam-Zwischenfall

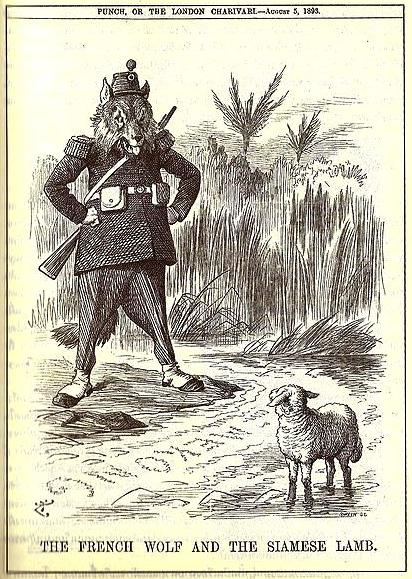
„Der französische Wolf und das siamesische Lamm“, in der britischen Zeitschrift Punch

Die französische Regierung entsandte ihrerseits, als Reaktion auf den siamesischen Widerstand gegen die Offensive in Laos, zwei Kriegsschiffe zum Golf von Siam. Diese gingen jedoch anders als die Briten nicht vor der Mündung vor Anker, sondern fuhren stromaufwärts in Richtung der siamesischen Hauptstadt Bangkok. Daher wurden sie am 13. Juli 1893 von den Küstenforts in Pak Nam (heute Samut Prakan), die den Zugang zum Chao Phraya bewachten, beschossen. Nach siamesischen Angaben wurden nur Warnschüsse abgegeben, die französischen Kanonenboote schossen jedoch scharf zurück und erzwangen schließlich ihre Durchfahrt. Sie fuhren den Fluss hinauf nach Bangkok, wo sie vor Anker gingen, ihre Kanonen auf den Königspalast gerichtet. Der siamesische Außenminister Prinz Devawongse Varopakar begab sich persönlich an das Flussufer, gratulierte den Besatzungen der französischen Schiffe zu ihrem Mut und versprach Zugeständnisse.
Die radikalen Kräfte der Kolonialpartei verlangten gleich eine vollständige Annexion Siams. Der französische Gesandte Pavie richtete aber am 20. Juli ein Ultimatum an die siamesische Regierung, indem er „nur“ die endgültige Abtretung aller östlich des Mekong gelegenen Gebiete sowie der im Fluss gelegenen Inseln an Frankreich forderte; außerdem eine Entschädigung in Höhe von 3 Millionen Francs sowie die Bestrafung der Verantwortlichen für den Beschuss der französischen Schiffe und die Tötung des Inspektors Grosgurin. Die Siamesen stimmten den beiden letzten Forderungen zu, aber nicht der großen territorialen Abtretung. Die Franzosen blockierten daraufhin die Zufahrt zum Chao Phraya, die wichtigste Verkehrsader Zentralthailands. Zwei Tage später gab der siamesische König Chulalongkorn nach und stimmte den französischen Forderungen vollumfänglich zu.

## Ende
Da Siam nicht rechtzeitig auf das Ultimatum reagiert hatte, kamen nun aber noch weitere französische Forderungen hinzu: Bis zum vollständigen Abzug aus den Gebieten östlich des Mekong würden die Franzosen die siamesische Hafenstadt Chanthaburi als Faustpfand besetzen; Siam sollte zudem seine Truppen aus Battambang und Siem Reap im damals noch unter siamesischer Oberherrschaft stehenden Nordwestteil Kambodschas abziehen; und drittens sollte Siam seine Truppen auch aus einem 25 Kilometer breiten Streifen vom Westufer des Mekongs abziehen, was die unmittelbar am Strom gelegenen Provinzhauptstädte Mukdahan, Nakhon Phanom und Nong Khai verteidigungslos ließe.
Am 3. Oktober 1893 schlossen Charles-Marie Le Myre de Vilers als Vertreter der französischen Republik und Prinz Devawongse Varopakar als Vertreter Siams einen Vertrag, in dem Siam sämtlichen französischen Forderungen nachkam.

## Folgen

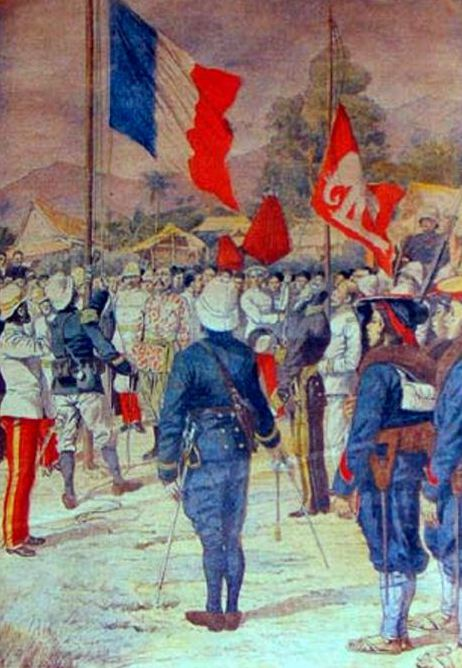
Fahnenwechsel 1904 in Trat

Im Ergebnis des Krieges wurde Laos ein französisches Protektorat und Teil Französisch-Indochinas und blieb es bis zur Entlassung in die Unabhängigkeit 1949. Der Mekong, der zuvor „Lebensader“ und zentrale Verbindungsachse der Lao-Länder gewesen war, wurde als Grenzfluss zwischen Siam und dem französischen Kolonialreich festgelegt. Er ist bis heute Grenzfluss zwischen Laos und Thailand. So entstand langfristig die heutige Vorstellung von Laos als Nationalstaat und die Abgrenzung vom – ebenfalls von ethnischen Lao besiedelten – Nordostthailand (Isan). Die kleineren, westlich des Mekong gelegenen Gebiete der laotischen Königreiche Luang Prabang und Champasak verblieben zunächst bei Siam. Diese wurden jedoch in einem weiteren französisch-siamesischen Vertrag 1904 ebenfalls dem französischen Protektorat Laos angegliedert, wodurch Laos vollständig seine heutigen Grenzen erhielt. Chanthaburi und Trat im Südosten Thailands blieben noch bis 1907 unter französischer Besatzung und wurden erst im Austausch gegen die späteren kambodschanischen Provinzen Battambang, Siem Reap und Sisophon zurückgegeben. Durch diesen Vertrag wurde auch die 25 km breite entmilitarisierte Zone am Westufer des Mekong aufgehoben.
Der Konflikt mit Frankreich und insbesondere der Pak-Nam-Zwischenfall mit der unmittelbaren Bedrohung der eigenen Hauptstadt und dem nur knapp abgewendeten Verlust der Unabhängigkeit traf die herrschenden Kreise Siams als schwerer Schock. Er bestärkte König Chulalongkorn in seiner Politik der Modernisierung von Militär, Verwaltung, Bildungs- und Rechtswesen, Wirtschaft und Gesellschaft. Diese hatte bereits zuvor begonnen, er trieb sie anschließend aber beschleunigt voran, um den Kolonialmächten künftig auf Augenhöhe begegnen zu können und die Unabhängigkeit Siams zu wahren. Er beschäftigte dazu auch europäische Berater wie Gustave Rolin-Jaequemyns für das Rechtswesen, Andreas du Plessis de Richelieu für die Marine oder Karl Bethge für die Eisenbahn; und entsandte junge Militärs, Intellektuelle sowie seine eigenen Söhne (darunter der Thronfolger Vajiravudh) an Schulen, Universitäten und Militärakademien in Europa.
1894, ein Jahr nach dem Pak-Nam-Zwischenfall, führte der Innenminister Prinz Damrong Rajanubhab, ein Bruder des Königs, das Thesaphiban-System der Verwaltungsgliederung ein. Ganz Siam wurde dadurch einheitlich in Provinzen eingeteilt, die nicht mehr von traditionellen, erblichen Oberhäuptern, sondern von Beamten der Zentralregierung geleitet wurden. Auch die bei Siam verbliebenen bisherigen Vasallenstaaten (Lan Na im Norden, das von muslimischen Malaien besiedelte Sultanat Patani im Süden und die westlich des Mekong gelegenen Lao-Gebiete) verloren ihre Autonomie und wurden als gewöhnliche Provinzen in den siamesischen (später thailändischen) Zentralstaat integriert. Dadurch kopierte Siam Methoden der Kolonialmächte und praktizierte – obwohl es nie Kolonie war – selbst koloniale Maßnahmen gegenüber den Minderheiten im eigenen Land.
Frankreich und Großbritannien schlossen 1896 einen Vertrag, in dem sie ihre Einflusssphären in Südostasien abgrenzten und zugleich Siam – gewissermaßen als Puffer zwischen beiden – die Unabhängigkeit garantierten.
Nach der „Siamesischen Revolution“ 1932 verfolgte der nationalistische Flügel der Volkspartei, namentlich Phibunsongkhram (Ministerpräsident von 1938 bis 1944) und sein Chefpropagandist Wichitwathakan eine revanchistische Politik gegenüber Frankreich und forderte die Rückgabe der „verlorenen Gebiete“. Dies führte zu einem erneuten Krieg zwischen den beiden Nationen, dem Französisch-Thailändischen Krieg 1940–41.